# Waimanalo Beach
Waimanalo Beach est un census-designated place et une plage de la ville et du comté d'Honolulu, dans le district de Ko'olaupoko, sur l'île d'O'ahu, dans l'État américain d'Hawaï.
Au recensement de 2020, il comptait 4 823 habitants.

## Description
Waimānalo Beach se trouve le long de la moitié est de la plage de Waimānalo, avec une longueur totale de près de 8,9 km, la plus longue étendue de rivage sablonneux d'O'ahu. La plage de Waimānalo a un développement commercial clairsemé le long de l'autoroute Kalanianaole et se distingue par sa saveur locale et sa proximité avec la plage de Makapu'u et le parc Sea Life, qui se trouvent plus près de Makapu'u Point, à l'extrémité est de l'île d'O'ahu. Il n'y a pas d'hôtels.

## Histoire
Kazuo Sakamaki, le premier prisonnier de guerre capturé par les forces américaines pendant la Seconde Guerre mondiale, a été pris le 8 décembre 1941 sur la plage de Waimānalo, le lendemain de l'attaque surprise de Pearl Harbor et des cibles environnantes à Honolulu par les forces de la marine impériale japonaise.
Le domaine Anderson, qui a été présenté dans la série télévisée Magnum sous le nom de Robin's Nest, est situé sur la plage de Waimānalo.